# Luthers Tyske Messe
Luthers Tyske Messe (tysk: Deutsche Messe und Ordnung des Gottesdiensts) blev publiceret i 1526 af Martin Luther. Den efterfulgte hans latinske messe Formula missae fra 1523. Begge messer var kun tænkt som forslag, udarbejdet på opfordring, og det blev ikke forventet, at de skulle bruges bogstaveligt; de var tænkt til at kunne tilpasses. Messens funktion er ifølge Luther at få folk til at høre Guds ord.
Den Tyske Messe var bortset fra prædikenen fuldstændig på messeform.

## Rækkefølgen i Luthers Tyske Messe
- En åndelig sang eller tysksproget salme
- Kyrie eleison (tre gange)
- Kollektbøn (læst med ansigtet mod alteret)
- Epistel (læst vendt mod tilhørerne)
- En tysk hymne (sunget af hele koret)
- Evangelietekst (læst vendt mod tilhørerne)
- Trosbekendelsen sunget på tysk
- Prædiken (over evangelieteksten)
- Parafrase over Fader vor
- Altergang for dem, der ønsker det
- Velsignelse af brødet
- Elevation af brødet som Kristi legeme
- Uddeling af Kristi legeme
- Parafrase på tysk over sanctus (eller en af salmerne "Gott Sei Gelobet" og "Jesus Christus unser Heiland")
- Velsignelse af vinen
- Uddeling af Kristi blod
- Sanctus eller Agnus Dei på tysk (eller en af "Gott Sei Gelobet" og "Jesus Christus unser Heiland")
- Taksigelseskollekt
- Den aronitiske velsignelse lyses

## Status
Luthers Tyske Messe blev en standard for gudstjenestens liturgi inden for lutheranismen, hvor den med sproglig tilpasning er basis for gudstjenesterne i de lande, hvor denne trosretning er udbredt. Det gælder i særlig grad Tyskland, Skandinavien og Baltikum, men der findes også som følge af mission menigheder i flere lande i Afrika samt Indonesien.
I den danske folkekirke anvendes ikke en fast liturgi, men standardliturgien til den almindelige gudstjeneste (højmesse) baserer sig på Luthers Tyske Messe og har de fleste elementer herfra.